# István Csizmadia
István Csizmadia (Budapest, 16 de diciembre de 1944) es un deportista húngaro que compitió en piragüismo en la modalidad de aguas tranquilas.
Participó en los Juegos Olímpicos de México 1968, obteniendo una medalla de bronce en la prueba de K4 1000 m. Ganó dos medallas en el Campeonato Mundial de Piragüismo en los años 1970 y 1973, y una medalla en el Campeonato Europeo de Piragüismo de 1969.

## Palmarés internacional
| Juegos Olímpicos   | Juegos Olímpicos          | Juegos Olímpicos  | Juegos Olímpicos |
| Año                | Lugar                     | Medalla           | Evento           |
| ------------------ | ------------------------- | ----------------- | ---------------- |
| 1968               | Ciudad de México (México) | Medalla de bronce | K4 1000 m        |
| Campeonato Mundial |                           |                   |                  |
| Año                | Lugar                     | Medalla           | Evento           |
| 1970               | Copenhague (Dinamarca)    | Medalla de bronce | K1 4 × 500 m     |
| 1973               | Tampere (Finlandia)       | Medalla de plata  | K1 4 × 500 m     |
| Campeonato Europeo |                           |                   |                  |
| Año                | Lugar                     | Medalla           | Evento           |
| 1969               | Moscú (URSS)              | Medalla de bronce | K1 4 × 500 m     |